# Dolmen von Kerclément

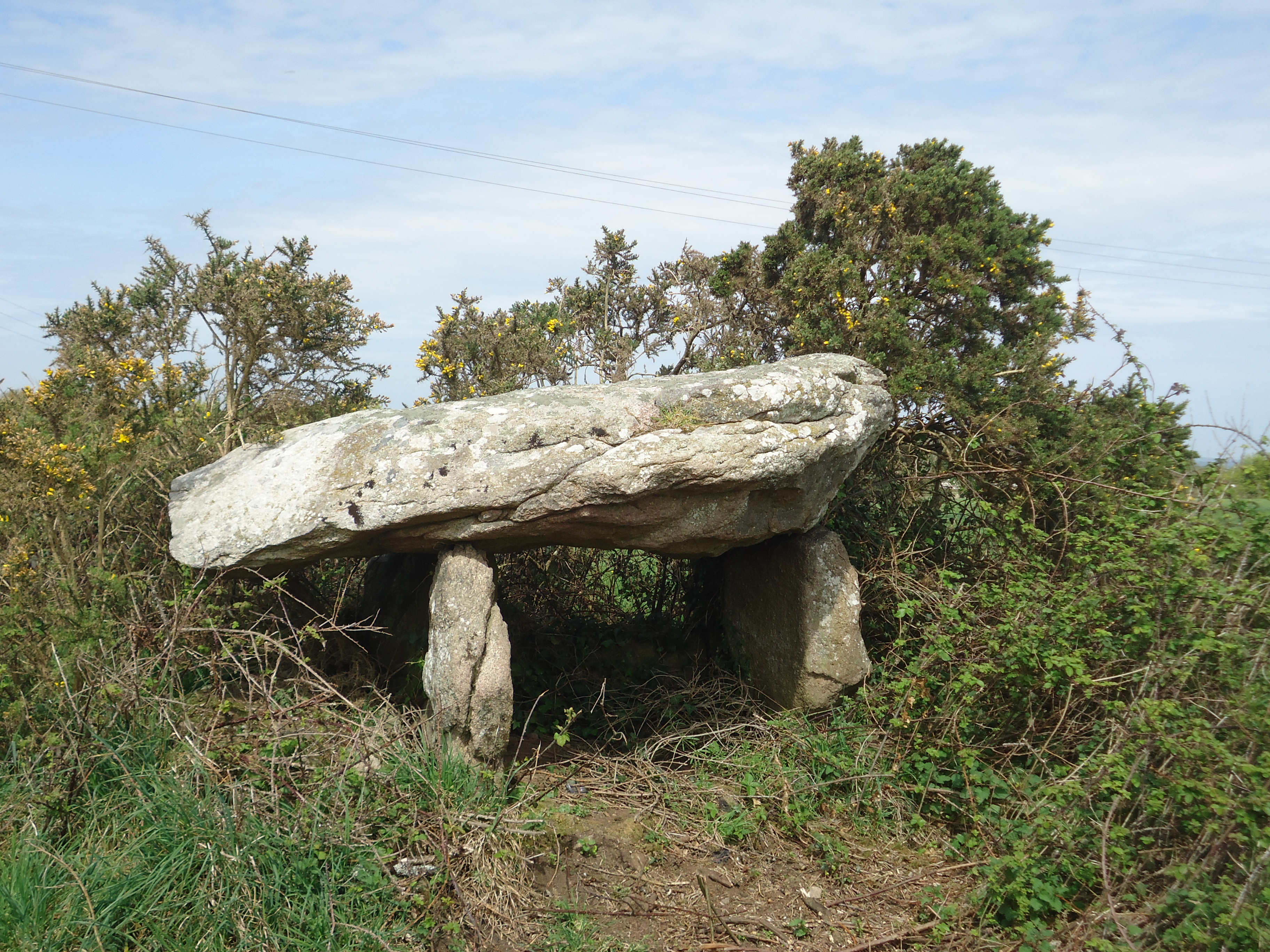
Dolmen von Kerclément

Der Dolmen von Kerclément (auch Dolmen von Er-Roc’h genannt) liegt westlich vom Weiler Kerclément, östlich von Belz im Département Morbihan in der Bretagne in Frankreich. Dolmen ist in Frankreich der Oberbegriff für Megalithanlagen aller Art (siehe: Französische Nomenklatur).
Der beschädigte Dolmen von Kerclément besteht aus vier Tragsteinen, einer Seitenplatte und dem Deckstein.
Bei der Ausgrabung wurde eine Goldspirale mit drei Löchern entdeckt. Sie wurde in ein Museum in Le Mans verbracht.
In der Nähe liegen der Dolmen von Kerlutu, der Dolmen von Kerguéran und die Dolmen von Kerhuen und der Menhir von Vilionec.